# Idriz Ajeti
Idriz Ajeti (ur. 26 czerwca 1917 we wsi Tupale, zm. 13 lutego 2019) – kosowski nauczyciel, albanolog, językoznawca. Laureat Orderu Republiki Serbii.

## Życiorys
Po ukończeniu liceum w Skopje w 1938 roku zaczął studiować filozofię i literaturę serbsko-chorwacką na Uniwersytecie w Zagrzebiu, których nie ukończył. W 1949 roku na Uniwersytecie w Belgradzie ukończył romanistykę.

## Działalność naukowa i edukacyjna
W latach 1949–1953 pracował w jednym z prisztińskich gimnazjów jako nauczyciel języka albańskiego, a w latach 1953–1960 jako wykładowca albanistyki na Uniwersytecie w Belgradzie. W roku 1958 obronił doktorat, pisząc pracę o rozwoju dialektu gegijskiego wśród Albańczyków w Zadarze. Od roku 1968 wykładał albanistykę na wydziale filozofii w Uniwersytecie w Prisztinie. W Prisztinie w latach 1969–1971 pełnił funkcję dyrektora Instytutu Albanologicznego, w latach 1971–1973 był dziekanem wydziału filozofii na tamtejszym uniwersytecie, którego był również rektorem w latach 1973–1975. W latach 1979–1982 i 1995-1999 był prezesem Akademii Nauk i Sztuk Kosowa.
Interesował się badaniem dialektów z diachronicznego punktu widzenia, tłumaczeniem dokumentów pisanych językiem osmańskim, badaniem relacji albańsko-serbskich oraz rozwojem współczesnego języka albańskiego.
Opracowywał podręczniki dla uczniów szkół średnich oraz studentów albanistyki Uniwersytetu w Prisztinie. Z jego inicjatywy, od 1962 roku wydawane jest czasopismo naukowe „Badania Albanologiczne” („Gjurmime albanologjike”).

## Publikacje
- Pamje historike e ligjërimit shqip të Gjakovës në fillim të shekullit XIX (1960)[3]
- Istorijski razvitak gegijskog govora Arbanasa kod Zadra (1961)[3]
- Hymje në historinë e gjuhës shqipe (1963)[3]
- Ortografia e gjuhës shqipe (1964)[3]
- Historia e gjuhës shqipe (1969)[3]
- Probleme të historisë së gjuhës shqipe (1971)[3]
- Studime gjuhësore në fushë të shqipes (tom I – 1982, tom II – 1985, tom III i IV – 1989)[3]
- Studije iz istorije albanskog jezika (1982)[3]
- Shqiptarët dhe gjuha e tyre (1994)[3]